# Polypedilum fanjingensis
Polypedilum fanjingensis är en tvåvingeart som beskrevs av Zhang och Wang 2005. Polypedilum fanjingensis ingår i släktet Polypedilum och familjen fjädermyggor. Inga underarter finns listade i Catalogue of Life.